# Spilomela pantheralis
Spilomela pantheralis is een vlinder uit de familie van de grasmotten (Crambidae), uit de onderfamilie van de Spilomelinae. De wetenschappelijke naam van deze soort is voor het eerst voorgesteld als Ochlia pantheralis door Carl Geyer in een publicatie uit 1832.
De soort komt voor in de Verenigde Staten, Nicaragua , Costa Rica , Colombia en Brazilië.